# Les Monts-d'Andaine
Les Monts-d'Andaine es una comuna nueva francesa situada en el departamento de Orne, de la región de Normandía.

## Historia
Fue creada el 1 de enero de 2016, en aplicación de una resolución del prefecto de Orne de 29 de septiembre de 2015 con la unión de las comunas de La Sauvagère y Saint-Maurice-du-Désert, pasando a estar el ayuntamiento en la antigua comuna de La Sauvagère.

## Demografía
| Gráfica de evolución demográfica de Les Monts-d'Andaine entre 1800 y 2013 |
|                                                                           |

Los datos entre 1800 y 2013 son el resultado de sumar los parciales de las dos comunas que forman la nueva comuna de Les Monts-d'Andaine, cuyos datos se han cogido de 1800 a 1999, para las comunas de La Sauvagère y Saint-Maurice-du-Désert de la página francesa EHESS/Cassini. Los demás datos se han cogido de la página del INSEE.

## Composición
| Comuna delegada         | Código INSEE | Población (2013) | Superficie (km²) | Densidad (hab./km²) |
| ----------------------- | ------------ | ---------------- | ---------------- | ------------------- |
| La Sauvagère            | 61463        | 994              | 26.78            | 37                  |
| Saint-Maurice-du-Désert | 61428        | 777              | 11.30            | 69                  |